# De Billehé de Valensart

De Billehé de Valensart is een familie die sinds 1814 tot de adel behoorde onder het Verenigd Koninkrijk der Nederlanden, na 1830 ook tot de Belgische adel, en in 1908 uitstierf.

## Geschiedenis
De Billehé was een familie die al sinds 1594 tot de adel van het Heilig Roomse Rijk behoorde. De meest beroemde telg uit de familie was veldmaarschalk Maximiliaan de Billehé, die een militaire carrière doorliep, afgebroken in het begin van de Dertigjarige Oorlog toen hij in 1634 in de Slag bij Nordlingen sneuvelde, na te hebben bijgedragen tot de overwinning van de katholieke troepen.
De stamreeks begon met Jean le Grand Henry (de Valensart), die voor 28 februari 1600 overleed. Zijn zoon noemde zich de Valensart naar de plaats waar hij vandaan kwam. Een nakomeling trouwde in 1717 met een lid van de familie de Billehé, waarna leden de naam "De Billehé de Valensart" aannamen. 

## Enkele telgen
Jean François de Valensart, heer van Vallimont (1655 - na 1721), was knape (1690) en ridder.
- Henry Joseph de Valensart, heer van Bous (1685-1766), ridder, trouwde in 2e echt in 1717 met Marie Bernardine Françoise de Billehé (1689-1735), dochter van Guillaume de Billehé, heer van onder andere Vierset
  - Jean Mathieu Joseph de Valensart, baron van Billehé bij Vierset (1726-1803), trouwde met Marguerite Hildt.
    - Théodore Joseph de Billehé de Valensart (Gross-Bous, 28 februari 1769 - Maastricht, 23 januari 1836), werd raadslid, wethouder en burgemeester van Maastricht. Op 28 augustus 1814 werd hij in de Ridderschap van Brabant benoemd en erkend in de erfelijke adel met abusievelijk de titel van graaf. Dit ging klaarblijkelijk niet door en werd in 1816 en 1822 gecorrigeerd tot erkenning met de titel baron onder de naam de Billehé de Valensart de Leuth en opname in de Ridderschap van de provincie Limburg. Op de adelslijst uit 1825 kwam hij voor met de baronstitel, overdraagbaar op alle afstammelingen. Hij trouwde met Josephina-Wilhelmina de Mewen de Leuth (Maastricht, 1774-1817) en in tweede huwelijk met Marie-Antoinette van Eyll (1779-1851). 
      - Pauline barones de Billehé de Valensart (1801-1842), dochter uit het eerste huwelijk, trouwde in 1822 met burggraaf Charles Vilain XIIII (1803-1878), lid van de Ridderschap in Limburg, die lid werd van het het Belgisch Nationaal Congres en voorzitter werd van de Kamer van volksvertegenwoordigers en minister van Buitenlandse Zaken. Ze hadden zeven dochters en woonden in het kasteel van Leut.
      - Maria Josephina Paulina Theodora barones de Billehé de Valensart (Maastricht, 1822 - Houthem, Nederland, 1908), dochter uit het tweede huwelijk, trouwde in 1847 met Henricus Hyacynthus Carolus baron van Oldenneel (1823-1883), page van koning Willem III en artillerieofficier. Met haar stierf het geslacht in 1908 uit.